# Giulio Bucciolini
Giulio Bucciolini (Firenze, 3 febbraio 1887 – Santa Cristina a Pancole, 13 marzo 1974) è stato un giornalista, commediografo e scrittore italiano, laureato in Giurisprudenza a Siena.

## Attività
Nel 1909 iniziò il suo lavoro a La Nazione e, dal  1914, si occupò esclusivamente di giornalismo e di teatro;  nel 1915  divenne redattore di questo quotidiano, svolgendo la funzione di critico, quando sostituì Ferdinando Paolieri,  chiamato alle armi per la prima guerra mondiale .  Dal 1927 al 1940 fu capocronista al Nuovo Giornale e nel 1947 ritornò a La Nazione, lavorando ancora come critico teatrale,  dove rimase fino al 1963, quando il suo ruolo fu ricoperto dal suo vice Paolo Emilio Poesio
Morì nel 1974 a Santa Cristina a Pancole, nel comune di Greve in Chianti; la scuola elementare di Strada in Chianti è intitolata a Giulio Bucciolini e nel cimitero di Strada in Chianti è stata posta una lapide in sua memoria.

## Opere
In gioventù scrisse la sua prima opera intitolata Fuoco morente e due atti unici. Nel 1910 scrisse Le burle del Piovano Arlotto, testo comico nel vernacolo di campagna, rielaborato nel 1922 dalla compagnia di Raffaello Niccoli .  Nel 1923 scrisse Giocondo Zappaterra; La Fiera dell'Impruneta; La brigata dei begliumori;  il Re Salsiccia, che doveva essere musicato da Pietro Mascagni, ma poi fu musicato da Virgilio Ranzato; le Settantasette lodole e un marito; La Baronessa Schiccherona; La famiglia patriarcale; C'è sotto qualcosa.